# Бальтазар Жаганьский
Бальтазар Жаганьский (пол. Baltazar żagański, нем. Balthasar von Sagan: 1410/1415 — 15 июля 1472, Пшевуз) — князь Жаганьский (1439—1461, 1468—1472). Правил вместе со своими братьями Рудольфом (до 1454 года), Вацлавом и Яном II (до 1449 года), с 1454 по 1461 и с 1468 по 1472 год самостоятельно.

## Биография
Представитель силезской линии польского княжеского дома Пястов. Старший сын Яна I (ок. 1385—1439), князя Жаганьского (1403—1439), и Схоластики Саксонской (1393—1463), старшей дочери курфюрста Рудольфа III Саксонского.
В апреле 1439 года после смерти своего отца Яна I Бальтазар вместе с младшими братьями Рудольфом, Вацлавом и Яном II получил в совместное владение Жаганьское княжество. В 1449 году Жаганьское княжество было разделено на две части: Жаганскую и Пшевузскую. Бальтазар и Рудольф получили часть княжества со столицей в Жагане, а Вацлав и Ян II — вторую часть с центром в Пшевузе.
В 1450 году князья Бальтазар и Рудольф Жаганьские совершили паломничество в Рим. Вскоре после возвращения из путешествия о своих претензиях на часть отцовского княжества заявил младший из братьев, Ян II, недовольный предыдущим разделом отцовских владений. При посредничестве курфюрста Фридриха Саксонского, дяди Бальтазара и его братьев, спор из-за наследства был полюбовно улажен около 1453 года.
В 1454 году князь Рудольф Жаганьский погиб во время Тринадцатилетней войны в ходе битвы под Хойницами, командуя отрядами наёмников на службе у Тевтонского ордена. После смерти бездетного брата Бальтазар стал единоличным правителем части Жаганьского княжества. Он отправился в Пруссию, где на стороне тевтонских рыцарей участвовал в войне против Польши, пытаясь получить наместничество в Пруссии. Не получив ожидаемого поста, Бальтазар вернулся в 1457 году в Жагань. После своего возвращения домой он столкнулся с неповиновением своего младшего брата Яна II. Во время отсутствия Бальтазара Ян исполнял обязанности наместника в княжестве и заставил Жагань принести ему ленную присягу на верность.
В последующие годы Бальтазар Жаганьский был вовлечен в политические игры в Силезии, направленные против чешского короля Йиржи из Подебрад. В 1461 году князь Ян II вторгся с чешским войском в Жаганское княжество, вынудив своего старшего брата Бальтазара бежать из его владений.
В 1461—1467 годах Бальтазар находился в изгнании во Вроцлаве, где он командовал городским ополчением. Безуспешно требовал от чешского короля Йиржи из Подебрад восстановления своей власти в Жагане. Бальтазар даже ездил в Рим, где получил поддержку папы Пия II. В 1467 году в организованном папой крестовом походе против короля-гусита Йиржи из Подебрад князь Бальтазар Жаганьский был главнокомандующим. Военная экспедиция, однако, закончилась неудачей после того, как Бальтазар был разбит Яном II под Кожухувом.
Только в 1468 году при помощи своего кузена, князя Генриха XI Глогувского, Бальтазар смог восстановить свою власть в Жаганьском княжестве.
Во время войны между венгерским королем Матвеем Корвином и королем Чехии Йиржи из Подебрад князь Бальтазар Жаганьский выступал на стороне первого. В 1469 году он принес оммаж королю Венгрии. Однако вскоре Матвей Корвин стал поддерживать Яна II в его борьбе против Бальтазара.
В 1472 году Ян II вторгся в Жаганьское княжество и подчинил его своей власти. Бальтазар вновь был отстранен от власти, взят в плен и заключен в тюрьму в замке Пшевуз, где, согласно некоторым источникам, был замучен голодом по приказу младшего брата Яна. Бальтазар скончался 15 июля 1472 года. Он был похоронен в некрополе князей Жаганьских в костёле августинцев.

## Семья
1-я жена: Агнешка (происхождение неизвестно). Первая супруга скончалась в 1460 году. В первом браке у князя родились дочь Анна (умершая в детстве) и сын Вацлав.
2-я жена: Барбара Цешинская (1449/1453 — 1494/1507), дочь князя Болеслава II Цешинского и княжны Анны Бельской. Второй брак был бездетным. После смерти Бальтазара Барбара вынуждена была вернуться в Цешин, а Жаганьское княжество перешло к Яну II.